# Acacia uncinata
Acacia uncinata é uma espécie de leguminosa do gênero Acacia, pertencente à família Fabaceae.